# Ryohei Yamazaki
Ryohei Yamazaki (Niigata, 14 maart 1989) is een Japans voetballer.

## Carrière
Ryohei Yamazaki tekende in 2007 bij Júbilo Iwata.